# 캥거루 창작동요제
캥거루 창작동요제는 2003년에 시작되어, 현재까지 진행중인 대한민국의 동요제이다.
소리둥지에서 주최하였던 캥거루 창작동요제는, 동요 경연대회보다는 창작동요를 단순히 발표를 하는 발표회에 가까운 동요제이다.
1회부터 10회까지 30여곡의 새 동요곡이 발표되었으며, 어린이에게 동요를 심어주기 위해 계획되었다.
이 대회가 2013년에는 "캥거루 동요제"라는 이름으로 바꾼뒤, 음악회를 개최하였으며, 2014년과 2015년에 행사를 건너뛰고 2016년에는 제주도에서  "캥거루 창작동요제"가 다시 개최되었다.